# Lago Melzer
El lago Melzer (en alemán: Melzersee) es un lago situado en el distrito de Llanura Lacustre Mecklemburguesa, en el estado de Mecklemburgo-Pomerania Occidental (Alemania), a una altitud de 63.1 metros; tiene un área de 29.1 hectáreas.
Se encuentra ubicado junto a la ciudad de Melz, que le da nombre.